# Trolejbusy w Oldham
Trolejbusy w Oldham – zlikwidowany system trolejbusowy w mieście Oldham w Anglii, w Wielkiej Brytanii. Został otwarty 26 sierpnia 1925 r. i zamknięty 3 września 1926 r.
Na tle pozostałych, nieistniejących już systemów trolejbusowych w Wielkiej Brytanii, system w Oldham był niewielki; istniała jedna linia, maksymalnie posiadano dwa trolejbusy. Do dziś nie zachował się żaden z nich.

## Historia
Trolejbusy w Oldham uruchomiono 26 sierpnia 1925 r. Zastąpiły one część międzymiastowej linii tramwajowej z Ashton-under-Lyne, która była wspólnie obsługiwana przez przedsiębiorstwa komunikacyjne z obydwu miast.
Kiedy Ashton Corporation zdecydowała się zastąpić tramwaje trolejbusami na swojej części linii, zwróciła się do Oldham Corporation o dokonanie tego samego na jej odcinku. Oldham Corporation zgodziła się i zakupiła dwa trolejbusy, co stanowiło wkład Oldham w łączne zamówienie na dziesięć pojazdów.
Trolejbusy w Oldham zlikwidowano już 3 września 1926 r., a więc po nieco ponad roku eksploatacji, i zastąpiono autobusami. Jednak Ashton Corporation utrzymała obsługę trolejbusami swojej części linii znacznie dłużej.